# Neobrotica rendalli
Neobrotica rendalli es una especie de insecto coleóptero de la familia Chrysomelidae.
Fue descrita científicamente en 1966 por Blake.